# Фрэнсис, Энн
Энн Фрэ́нсис (англ. Anne Francis; 16 сентября 1930, Оссининг, Нью-Йорк — 2 января 2011, Санта-Барбара, Калифорния) — американская актриса
 и модель, обладательница премии «Золотой глобус» в номинации лучшая телевизионная актриса (1966).

## Биография
Энн Ллойд Фрэнсис родилась 16 сентября 1930 года в Оссининге (округ Уэстчестер, штат Нью-Йорк) в семье предпринимателя Филиппа Фрэнсиса и его жены Эдит. Братьев и сестёр у неё не было. В шоу-бизнес она попала очень рано — ей тогда было всего шесть лет. Когда Фрэнсис исполнилось одиннадцать — она дебютировала на Бродвее в постановке «Леди в темноте».

### Карьера
Энн Фрэнсис впервые появилась на большом экране в 1947 году в эпизодической роли мюзикла «This Time for Keeps» с Эстер Уильямс и Джимми Дуранте в главных ролях. А через пять лет сама получила главную роль в «Лидии Бэйли». В 1955 году сыграла главную женскую роль в фильме «Плохой день в Блэк Роке». Там она снималась со Спенсером Трейси, Уолтером Бреннаном и Эрнестом Боргнайном.
Широко известна стала после фантастического фильма «Запретная планета», в котором она сыграла девушку Альтаиру. В военной драме «Кейс» её партнёром стал Пол Ньюман. Исполнила роль Джорджии Джеймс в фильме «Смешная девчонка».
Помимо этого, актриса известна своими многочисленными ролями в телесериалах, среди которых Джулия Редди в «Альфред Хичкок представляет», Дорин Мани в «Неприкасаемые», Фелис Грир в «Беглец», Лола Флинн в «Чудо-женщина», Синди Ли в «Ангелы Чарли», Арлисс Купер в «Даллас», Ли Хейли в «Она написала убийство» и Джулия Энн Портер в «Детектив Нэш Бриджес».

### Личная жизнь
Энн Фрэнсис была замужем дважды. Первый раз церемония состоялась в мае 1952 года. Актрисе тогда был двадцать один год. Избранником стал Бамлет Лоуренс Прайс-младший. Спустя три года супруги развелись. Через пять лет Энн вышла замуж за доктора Роберта Абелоффа. Через два года у пары родила дочь, которую назвали Джейн. Но супружескую жизнь это не спасло. В 1964 году Фрэнсис получила развод и больше никогда не вступала в брак.
Последние годы жизни Энн Фрэнсис провела в калифорнийском городе Санта-Барбара, где и умерла 2 января 2011 года от рака поджелудочной железы в одном из домов престарелых.

## Избранная фильмография

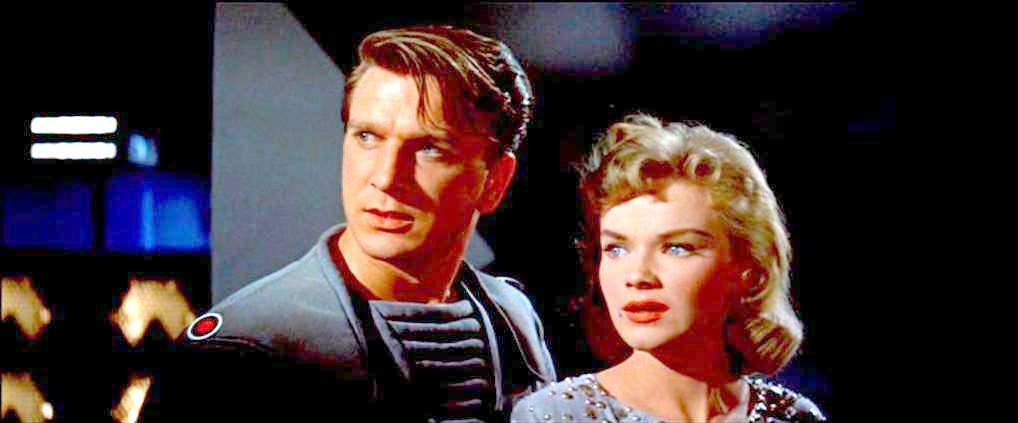
Вместе с Лесли Нельсеном в фильме «Запретная планета».

- На этот раз навсегда / This Time for Keeps (1947) — юная модница
- Летние каникулы / Summer Holiday (1948) — Элси Ранд
- Портрет Дженни / Portrait of Jennie (1948) — девушка в картинной галерее
- Такие юные и такие плохие / So Young So Bad (1950) — Лоретта Вильсон
- Свист в Итон Фоллс / The Whistle at Eaton Falls (1951) — Джин
- Побег / Elopement (1951) — Джеклайн 'Джейк' Осборн
- Лидия Бэйли / Lydia Bailey (1952) — Лидия Бэйли
- Голубая мечта / Dreamboat (1952) — Кэрол Сэйри
- Лев на улицах города / A Lion Is in the Streets (1953) — Фламинго Макмэнэми
- Здесь спала Сьюзен / Susan Slept Here (1954) — Изабелла Александр
- Полицейский-мошенник / Rogue Cop (1954) — Нэнси Корлэйн
- Человек-ракета / The Rocket Man (1954) — Джун Браун
- Боевой клич / Battle Cry (1955) — Рэй
- Плохой день в Блэк Роке / Bad Day at Black Rock (1955) — Лиз Уэрт
- Алое пальто / The Scarlet Coat (1955) — Салли Камерон
- Школьные джунгли / Blackboard Jungle (1955) — Энн Дэдье
- Запретная планета / Forbidden Planet (1956) — Альтаира Морбиус
- Кейс / The Rack (1956) — Эгги Холл
- Великое американское времяпровождение / The Great American Pastime (1956) — Бетти Халлертон
- Наёмный убийца / The Hired Gun (1957) — Эллен Белдон
- Не подходи к воде / Don’t Go Near the Water (1957) — Элис Томлен
- Десять заповедей / The Ten Commandments (1959)
- Переполненное небо / The Crowded Sky (1960) — Китти Фостер
- Девочка ночи / Girl of the Night — Робин 'Бобби' Уильямс (1960)
- Дьявольский микроб / The Satan Bug (1965) — Энн Вильямс
- Мозговой штурм / Brainstorm (1965) — Лорри Бенсрн
- Смешная девчонка / Funny Girl (1968) — Джорджия Джеймс
- Скорее мёртв, чем жив / More Dead Than Alive (1969) — Моника Элтон
- В тупике / Impasse (1969) — Бобби Джонс
- Попался на удочку / Hook, Line and Sinker (1969) — Нэнси Ингерсолл
- Бог любви? / The Love God? (1969) — Лайза Лэмоника
- Потерянный рейс / Lost Flight (1970) — Джина Тэлботт
- Дикие женщины / Wild Women (1970) — Джин Мэршек
- Незваные гости / The Intruders (1970) — Леора Гаррисон
- Забытый человек / The Forgotten Man (1971) — Мари Харди Форрест
- Монго вернулся в город / Mongo’s Back in Town (1971) — Энджел
- Коломбо: Короткое замыкание / Columbo: Short Fuse (1972) — Валери Бишоп
- Огненный шар вперёд / Fireball Forward (1972) — Хелен Сойер
- Прибежище для очень богатых / Haunts of the Very Rich (1972) — Анетта Ларрье
- Панчо Вилья / Pancho Villa (1972) — Фло
- Коломбо: Звено в преступлении / Columbo: A Stitch in Crime (1973) — Шэрон Мартин
- Панический вопль / Cry Panic (1974) — Джули
- История ФБР: ФБР против Альвина Карписа, антиобщественного элемента номер один / The F.B.I. Story: The FBI Versus Alvin Karpis, Public Enemy Number One (1974) — Колетт
- Последние выжившие / The Last Survivors (1975) — Хелен Диксон
- Девушка по имени Рано / A Girl Named Sooner (1975) — Сельма Госс
- Банджо Хакетт / Banjo Hackett: Roamin' Free (1976) — Флора Доббс
- Выживание / Survival (1976) — Анна
- Юные беглецы / The Young Runaways (1978) — Мэриан Локхарт
- Маленький Мо / Little Mo (1978) — Софи Фишер
- Родившийся снова / Born Again (1978) — Пэтти Колсон
- Нищий, вор / Beggarman, Thief (1979) — Тереза Крэлер
- Мятежники / The Rebels (1979) — Г-жа Харрис
- Объезд для террора / Detour to Terror (1980) — Шейла
- Зловещая игра (Лабиринты и монстры) / Mazes and Monsters (1982) — Элли
- О’Мэлли / O’Malley — (1983) Аманда О’Мэлли
- Тётя Чарли / Charley’s Aunt (1983) — Донна Лючия Д’Альвадоре
- Убийство Шерлока холмса (1984) / The Murder of Sherlock Holmes — Луиза Маккаллум
- Возвращение / Return (1985) — Эйлин Седджели
- Шедевр убийства / A Masterpiece of Murder (1986) — Рут Бикмен
- Раскалённая лагуна / Laguna Heat (1987) — Хелена Лонг
- Бедная маленькая богатая девочка / Poor Little Rich Girl: The Barbara Hutton Story (1987) — Марджори Пост Хаттон
- Моя первая любовь / My First Love (1988) — Терри
- Маленький Вегас / Little Vegas (1990) — Марта
- Любовь может быть убийством / Love Can Be Murder (1992) — . Мэгги О’Брайен
- Двойной агент / The Double 0 Kid (1992) — Мэгги Ломэкс
- Вы не видели моего сына? /Have You Seen My Son (1996) — Кэтрин Притчер
- Любовный узел / Lover’s Knot (1996) Мариан Хантер

## Награды
- «Золотой глобус» (1966) — «Лучшая телевизионная актриса» («Honey West»).